# Chibulumba
Koordinaten: 12° 50′ S, 28° 6′ O
Chibulumba ist ein Kupferbergbau mit Siedlung in der Provinz Copperbelt südöstlich von Kalulushi in Sambia. Sie liegt 14 Kilometer westlich von Kitwe auf etwa 1300 Metern über dem Meeresspiegel. Heute ist die Chibulumbamine das kleinste in Betrieb befindliche Bergwerk in Sambia. Es werden Kupfer und Kobalt gewonnen.